# MAS-49

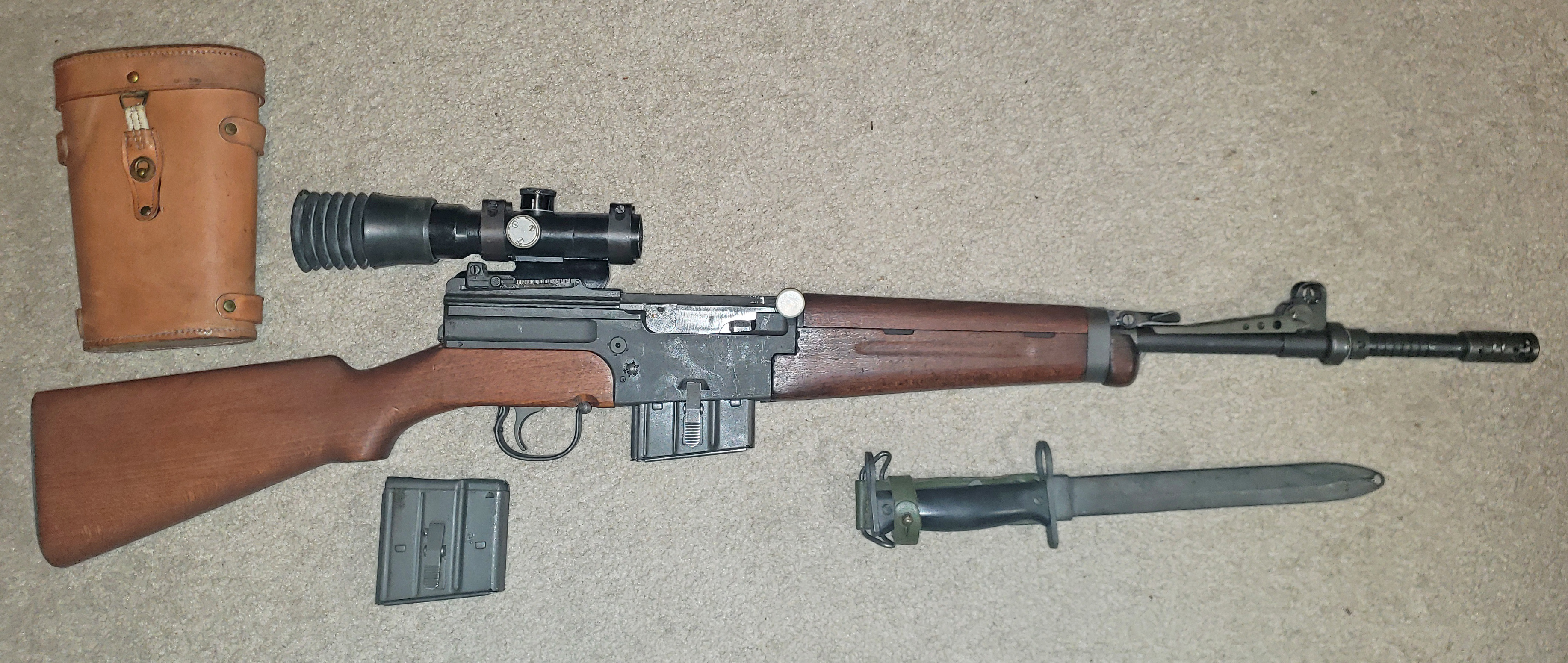
MAS Mle. 1949-56 с прицелом APX, футляром для прицела и штык-ножом

MAS-49 — французская самозарядная винтовка, которая заменила винтовки с продольно-скользящим затвором в качестве французской служебной винтовки. Он был разработан и производился государственным оружейным заводом MAS с 1949 по 1965 года. Официальное обозначение MAS-49 во французской армии — Fusil semi-automatique 7 mm 5 M. 49 («полуавтоматическая винтовка калибра 7,5 мм образца 1949 года»).
Первоначальный вариант винтовки MAS-49 был произведён небольшой партией (20 600 единиц), тогда как более короткий и лёгкий вариант, MAS-49/56, производился серийно (275 240 единиц) и предназначался для всех видов вооруженных сил Франции. В целом винтовки MAS-49 и MAS-49/56 зарекомендовали себя как точные, надёжные и простые в обслуживании в неблагоприятных условиях винтовки. Все винтовки MAS-49 и MAS-49/56 имеют планку с левой стороны ствольной коробки для установки специального оптического прицела.

## История
MAS-49 появился после серии небольших заметных улучшений конструкции. Сегодня это можно было бы назвать спиральной моделью разработок, когда в последовательных моделях появляются небольшие изменения, а не большие и значительные. Полуавтоматическая винтовка MAS-49 произошла от прототипа MAS-38/39 и от MAS-40, и, наконец, от послевоенного MAS-44 и его вариантов 44A, 44B и 44C. Хотя в январе 1945 года было заказано 50 000 винтовок MAS-44, флоту было поставлено только 6 200 штук. MAS-49 был официально принят на вооружение французской армии в июле 1949 года. Его окончательная версия MAS 49/56 была основной французской служебной винтовкой вплоть до принятия на вооружении автомата FAMAS.
В качестве служебной винтовки MAS-49 заменил разнообразную коллекцию устаревших винтовок с продольно-скользящим затвором (MAS-36, Lee-Enfield No4, M1903A3 Springfield, US M1917, Berthier и K98k), которые были приняты на вооружение Франции после окончания Второй мировой войны. Винтовка находилась на вооружении французских войск на последних этапах Первой войны в Индокитае, а также во время войны за независимость Алжира и Суэцкого кризиса. Винтовки MAS-49 были надёжными в условиях некачественного обслуживания, иногда для чистки использовались только тряпки и моторное масло. Винтовки также могли выдерживать суровые условия эксплуатации в боях в Алжире, Джибути, Индокитае, Французской Гвиане и в битве при Колвези.

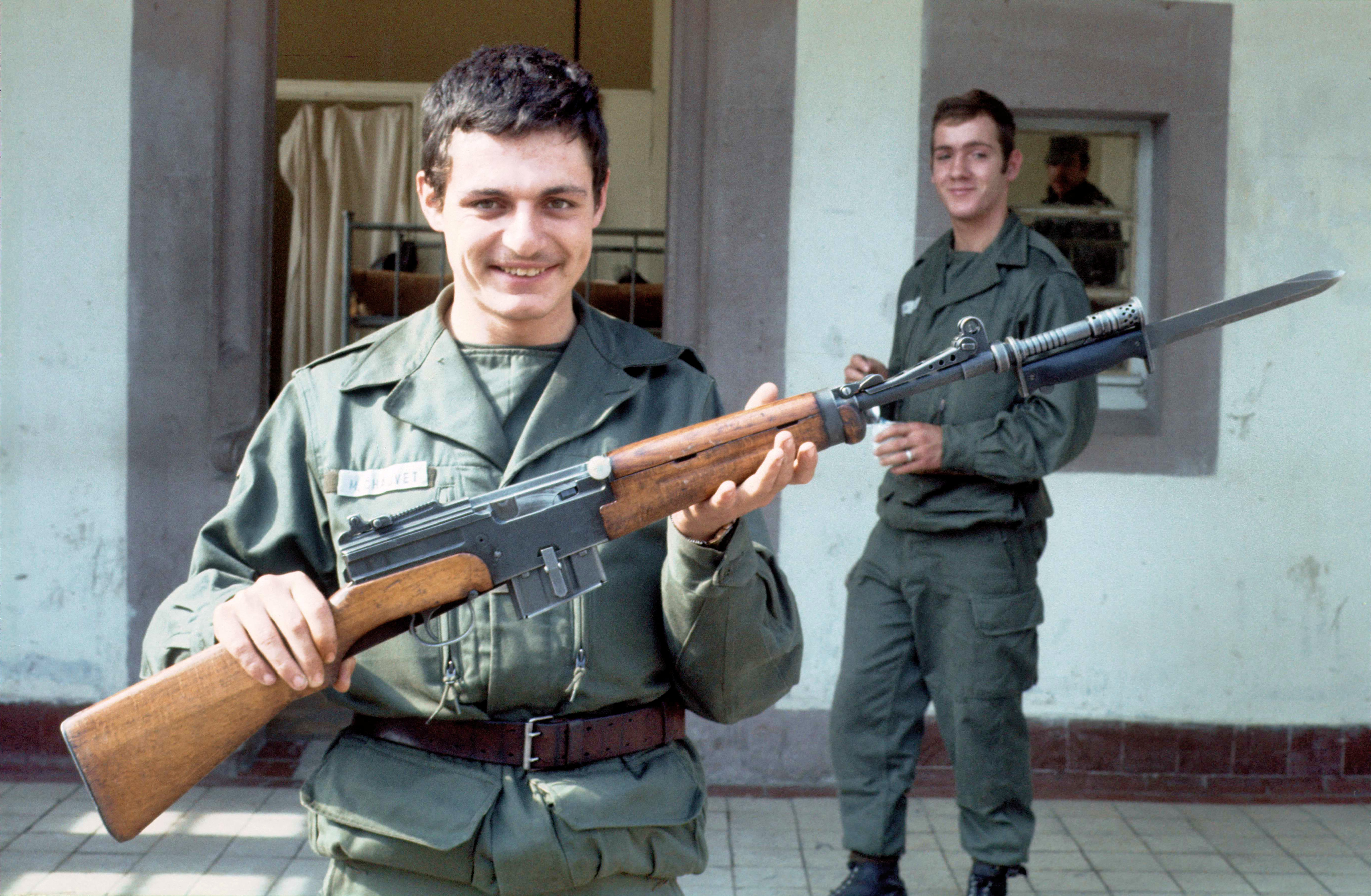
Французский капрал демонстрирует MAS-49/56, 1976 год.

Улучшенная версия под названием MAS-49/56 была представлена в 1957 году и включала в себя изменения с учётом опыта службы винтовки в Алжире и Индокитае. Винтовку укоротили и облегчили для повышения мобильности механизированных и воздушно-десантных войск, добавили штык-нож. Встроенный дульный гранатомёт был заменён комбинированным дульным тормозом/винтовочным гранатометом, стрелявшим 22-мм винтовочными гранатами стандарта НАТО. Винтовка также включает в себя встроенный гранатомётный прицел, прикреплённый к мушке, и газовую отсечку, которая предотвращает попадание газов в газовую трубку из газового отверстия при стрельбе холостыми гранатами.
Были предприняты попытки заменить MAS-49 и MAS-49/56 на винтовки MAS-54 и FA-MAS Type 62, обе калибра 7,62 × 51 мм НАТО, но ни одна из них не была принята на вооружение.
Производство MAS-49/56 было прекращено в 1978 году, когда было принято решение о перевооружении войск на автомат в компоновке булл-пап FAMAS под патрон 5,56 × 45 мм НАТО.
MAS-49/56 была окончательно выведена из эксплуатации в 1990 году. В то время как MAS-49 было изготовлено всего 20 600 штук, MAS-49/56 производился серийно, всего в период с 1957 по 1978 год было выпущено 275 240 винтовок.

## Конструкция
Прямой газоотвод впервые был применён в 1901 году в 6-мм экспериментальной самозарядной винтовке ENT B-5, разработанной конструктором Россиньолем для французских военных. Хотя с 1924 года MAS испытывала несколько экспериментальных прототипов с прямым газоотдводом при перекосе затвора, непосредственным предшественником серии полуавтоматических винтовок MAS калибра 7,5 мм являлся MAS-38/39. Винтовка была успешно испытана в марте 1939 года, незадолго до начала Второй мировой войны, а в мае 1940 года последовала почти идентичная ей MAS 1940. Помимо данных винтовок, прямой газоотвод применялся в шведской самозарядной винтовке Ag m/42, принятой на вооружение в 1942 году, и в американском автомате M16, принятом на вооружение в 1963 году. В системах AG42B и MAS пороховые газы отводятся из отверстия в верхней части ствола через трубку малого диаметра в газоотводную полость, расположенную в передней части затворной рамы. Газы перемещают шток назад против рабочего давления возвратной пружины с достаточным импульсом, чтобы открыть затвор, и на небольшом расстоянии конец трубки выходит в атмосферу. В M16 пороховые газы выходят из ствола через трубку в корпус затворной рамы, где они расширяются. Кольца на корпусе затвора образуют уплотнение, и расширяющиеся газы перемещают затворную раму назад, что запускает цикл открывания затвора, а газы выходят через открытые отверстия в боковой части затворной рамы.
Преимущество системы MAS заключается в том, что газ не загрязняет сам затвор, а отдельную часть, расположенную под затворной рамой. Все французские 7,5-мм полуавтоматические винтовки MAS, начиная с MAS-38/39, имеют рычажное запирание, как на пулемёте Кольта-Браунинга M1895 и автоматической винтовке Браунинга (1918 г.), экспериментальных полуавтоматических винтовках от MAS-1924 до MAS-1928, советских самозарядных винтовок Токарева СВТ-38 (1938 г.) и СВТ-40 (1940 г.). Конструкция MAS с прямым газоотводом сократила количество движущихся частей затвора до шести: затворная рама, затвор, экстрактор, выбрасыватель, ударник и возвратная пружина. Разборка затворного механизма для чистки занимает всего несколько секунд.
Отъёмный магазин на 10 патронов подходит к винтовкам MAS-44, MAS-49 и MAS-49/56. Более ранняя винтовка MAS-40 (1940 г.) имела встроенный магазин на 5 патронов, как у винтовки MAS-36 с продольно-скользящим затвором. При этом. винтовка по-прежнему может питаться с помощью обойм, а направляющая для зажима для съемника встроена в переднюю часть затвора. MAS-49 и MAS-49/56 оснащены планкой на левой стороне ствольной коробки. Она позволяет немедленно установить оптический прицел «Modele 1953» APX L 806 (SOM) с 3,85-кратным увеличением, вставив его на место, а затем зафиксировав с помощью небольшого нажимного рычага. MAS-49 и MAS-49/56 способны последовательно поражать отдельные цели размером с человека на расстоянии до 400 метров с регулируемым механическим прицелом и до 800 метров с оптическим прицелом APX L 806. Канал ствола утоплен в дульном срезе для защиты нарезов и сохранения точности. Ствол — плавающего типа.

## Винтовки изготовленные по сирийскому контракту
Сирия заказала у компании MAS 6000 винтовок MAS-49. Эти винтовки вместе с партией из 12 000 винтовок MAS-36 и заводом по производству патронов 7,5x54 мм были поставлены Сирии в начале 1950-х годов. MAS-49 использовались до середины-конца 60-х годов, пока их не заменили Автоматами Калашникова. Сирийские винтовки отличались от французских тем, что имели четырёхгранный игольчатый штык-нож, идентичный штыку MAS-36. Эти винтовки датированы 1953 годом и имеют серийные номера в диапазоне от F33.000 до F39.000.

## Импорт в США

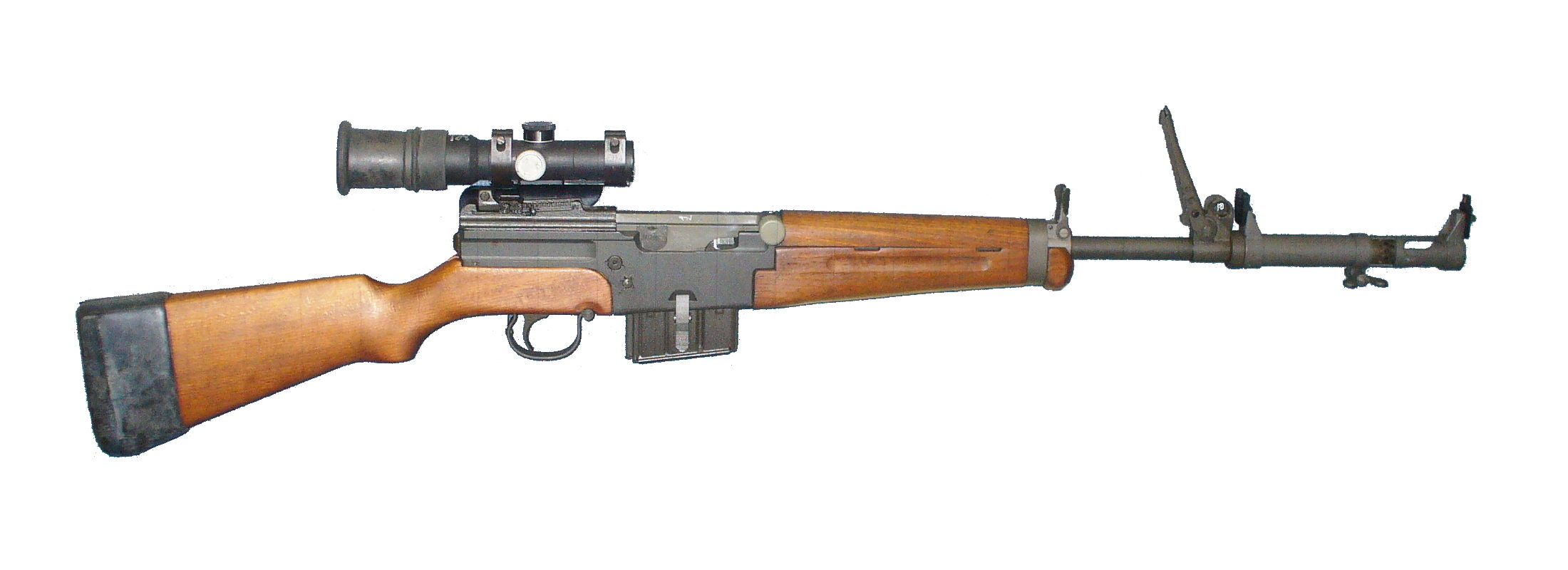
МАС-49/56 с прицелом APX(SOM), пламегасителем и гранатомётным прицелом

Многие винтовки MAS-49/56, импортированные в Соединенные Штаты в качестве излишков, были переделаны компанией Century Arms International для стрельбы патронами калибра 7,62 мм НАТО. Однако в нескольких пользовательских отчётах отмечается, что эти переделки часто были неудовлетворительными (что приводило к многочисленным заклиниваниям и осечкам) из-за несовершенного качества изготовления. Кроме того, укорачивание ствола для возможности замены патронника приближает газоотводное отверстие к патроннику, что создает более высокую нагрузку на затворную раму. В дополнение к этим переделкам от Century Arms около 250 винтовок MAS-49/56 были переоборудованы во Франции в калибр 7,62 × 51 мм НАТО для использования французской национальной полицией. Известно, что у этих винтовок нет проблем с надёжностью, которые характерны для более поздних модификаций от Century Arms.

## Страны-эксплуатанты
- Алжир[7]
- Бенин[8]
- Буркина-Фасо
- Камерун[8]
- ЦАР[9]
- Коморы
- Республика Конго
- Франция[1]
- Кот-д’Ивуар[8][10]
- Габон[8]
- Ливан
- Мадагаскар
- Мали
- Мавритания
- Монако[11]
- Марокко[8]
- Нигер
- Руанда
- Сенегал
- Сейшельские Острова
- Сирия[12]
- Тунис
- Зимбабве[13]